# Tétéma coq-de-bois
Formicarius analis
Espèce
Répartition géographique
Statut de conservation UICN

 LC  : Préoccupation mineure
Le Tétéma coq-de-bois (Formicarius analis) est une espèce de passereaux de la famille des Formicariidae.

## Répartition et sous-espèces
Selon la classification de référence du Congrès ornithologique international (15.1, 2025) il se répartit en onze sous-espèces :
- F. a. umbrosus Ridgway, 1893 — de l'est du Honduras au Panama ;
- F. a. hoffmanni (cabanis, 1861) — du Costa Rica au sud-ouest du Panama ;
- F. a. panamensis Ridgway, 1908 — Panama et région du Darién ;
- F. a. virescens Todd, 1915 — sierra Nevada de Santa Marta ;
- F. a. saturatus Ridgway, 1893 — Colombie, nord du Venezuela et Trinité ;
- F. a. griseoventris Avelado & Ginés, 1950 — serranía de Perijá ;
- F. a. connectens Chapman, 1914 — est de la Colombie ;
- F. a. zamorae Chapman, 1923 — ouest de l'Amazonie ;
- F. a. crissalis (Cabanis, 1861) — plateau des Guyanes ;
- F. a. analis (d'Orbigny & Lafresnaye, 1837) — sud-ouest de l'Amazonie ;
- F. a. paraensis Novaes, 1957 — est de l'Amazonie.